# Lenhard Everwien

Lenhard Everwien

Lenhard Everwien (* 6. Oktober 1897 in Hamswehrum, Landkreis Norden; † 25. Oktober 1971 in Norden (Ostfriesland)) war ein deutscher Politiker (NSDAP) und Bäckermeister.

## Leben
Nach dem Besuch der Volksschule begann Everwien 1912 eine Ausbildung zum Bäcker. Von 1916 bis 1918 nahm er als Soldat am Ersten Weltkrieg teil. Seit 1923 arbeitete er als Bäckermeister und Kaufmann in Woltzeten. Von 1929 bis 1931 saß Everwien als Beigeordneter im Gemeinderat der Gemeinde Woltzeten und schloss sich zum 1. April 1930 der NSDAP an (Mitgliedsnummer 244.473). Bereits 14 Tage später wurde er zum Stützpunktleiter und am 15. Januar 1931 zum Stellvertreter des NSDAP-Kreisleiters Johann Menso Folkerts ernannt. Im selben Jahr erfolgte seine Wahl zum Bürgermeister in Woltzeten. Von Mai bis Oktober 1932 war er Vorsitzender des NSDAP-Kreisgerichts. 
Auf Vorschlag Carl Rövers, Gauleiter des Gaus Weser-Ems von 1929 bis 1942, wurde er von Adolf Hitler zum Kreisleiter und damit zum Nachfolger Folkerts’ ernannt, der wegen seiner Weigerung, aus der Kirche auszutreten, entlassen worden war,. Aus der bislang nebenberuflichen wurde damit eine hauptberufliche Parteitätigkeit. Lenhard Everwien unterstanden die 28 NSDAP-Ortsgruppen des Landkreises Norden sowie die drei Norder Ortsgruppen. Everwien übernahm als Kreisleiter die „politische und weltanschauliche Erziehung und Ausrichtung der Politischen Leiter, Parteimitglieder sowie der Bevölkerung“. Zu seinen Machtbefugnissen gehörte es auch, „öffentliche und nichtöffentliche Veranstaltungen und Handlungen, die der Zielsetzung der NSDAP zuwiderliefen“, zu unterbinden. 1933 wurde Everwien Mitglied des Kreistags Norden. 1935 erließ das nationalsozialistische Regime die Deutsche Gemeindeordnung. Sie erweiterte die politische Einflussnahme der NSDAP-Kreisleiter. Dadurch erhielt auch Everwien das Recht, Personen für die Besetzung von politischen Ämtern (Bürgermeister, Gemeinderäte, Beigeordnete) vorzuschlagen. Von 1939 bis 1940 war Everwien zeitweise Kreisleiter der NSDAP des Landkreises Emden.

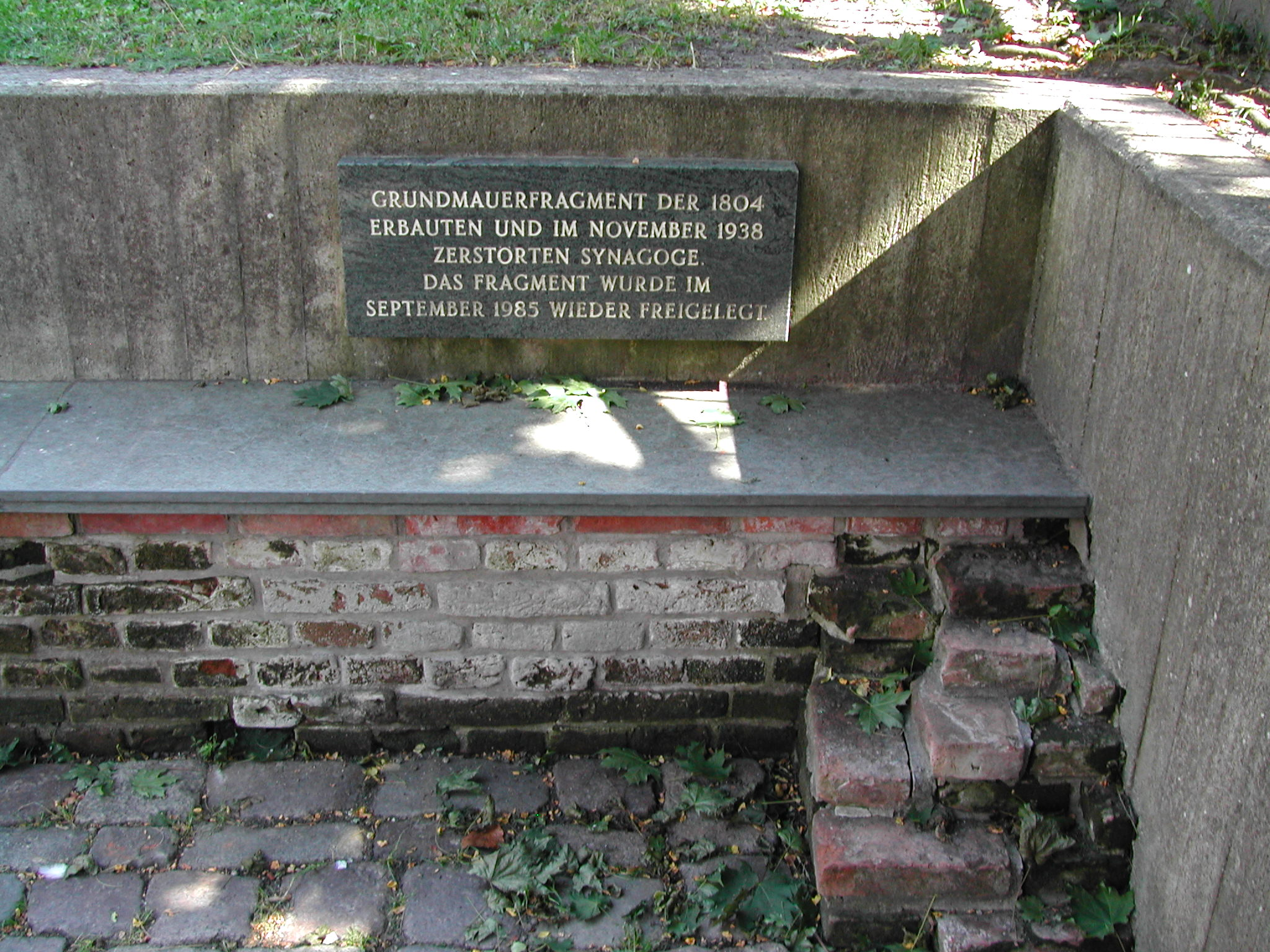
Ruine der Norder Synagoge

In der sogenannten Reichspogromnacht 1938 wurde unter Everwiens Leitung die Synagoge der jüdischen Gemeinde Norden niedergebrannt. Gemeinsam mit zwei anderen SA-Mitgliedern hatte Lenhard Everwien dazu Benzin bei einer Norder Tankstelle besorgt.
Am 5. Oktober 1942 trat Everwien im Nachrückverfahren für den ausgeschiedenen Abgeordneten Lühr Hogrefe in den nationalsozialistischen Reichstag ein, dem er bis zum Ende der NS-Herrschaft im Frühjahr 1945 als Vertreter des Wahlkreises 14 (Weser-Ems) angehörte.
Everwiens vorletzter öffentlicher Auftritt datiert auf den 20. April 1945. Bei einer Rede anlässlich des Führergeburtstags im vollbesetzten Saal des Norder Hotels Deutsches Haus gelobte er unter anderem die „unwandelbare Treue“ der Nationalsozialisten „zum Führer“ und schloss seine Rede mit den Worten: „Die Ostfriesen werden – wie ihre Vorfahren – stur und verbissen kämpfen, sich durch nichts irre machen lassen, bis der Sieg errungen ist!“ Zum Zeitpunkt dieser Ansprache standen die alliierten Streitkräfte bereits im südlichen Ostfriesland bei Leer. Seine letzte öffentliche Rede hielt Everwien am 2. Mai 1945. Anlass war eine Trauerfeier für Adolf Hitler, die im NSDAP-Kreishaus am Norder Marktplatz stattfand. Wenige Tage später wurde er verhaftet und interniert.
In zwei Prozessen wurde Everwien 1948 wegen Denunziation und Brandstiftung in der Norder Synagoge zu vier Jahren Zuchthaus und neun Monaten Gefängnis verurteilt. Auch wurden ihm für einen Zeitraum von vier Jahren die bürgerlichen Ehrenrechte aberkannt. Die Bielefelder Spruchkammer verurteilte ihn wegen der Zugehörigkeit zu einer verbrecherischen Organisation 1949 zu einer weiteren Gefängnisstrafe, die aber auf seine Internierungshaft angerechnet wurde.

## Veröffentlichungen
- Frontzeitung: Der Wall. Emdens Gruß an seine Soldaten. Emden, zwischen 1942 und 1944 (Herausgeber)[11]